# Парамаунт (град, Калифорния)
Парамаунт (на английски: Paramount) е град в окръг Лос Анджелис, щата Калифорния, САЩ. Парамаунт е с население от 55266 жители (2000) и обща площ от 12,53 km². Намира се на 21 m надморска височина. ЗИП кодовете му са 90723, а телефонният му код е 562.